# Emilie Luzac
Emilie Marguérite Luzac (Leiden, 30 november 1748 – Watten, 28 november 1788) was een Nederlands patriot en echtgenote van Wijbo Fijnje (1750-1809).

## Leven en werk
Luzac, telg uit het geslacht Luzac, werd in Leiden geboren als een dochter van boekverkoper en krantenuitgever Jean (Jan) Luzac en Anna Hillegonda Valckenaer. Op 5 november 1775 huwde zij met Wijbo Fijnje. Het echtpaar Fijnje-Luzac kreeg drie kinderen, te weten Jean Etienne Fijnje, Miete-Coosje Fijnje en het bijna direct na de geboorte overleden Gontje Fijnje. Ze woonden in Delft, maar bezaten ook in Voorburg het landgoed Vlietenburgh. 
Wijbo Fijnje, die tot de patriotten behoorde en uitgever was van de Hollandsche Historische Courant te Delft, moest hij, samen met zijn gezin, na de Oranje-omwenteling van 1787 vluchten. Het gezin vertrok eerst naar Antwerpen, vervolgens naar Brussel, en uiteindelijk naar Watten in Frans-Vlaanderen, waar Emilie in 1788 overleed. Brieven van Emilie (en enkele van Wijbo Fijnje) zijn, met een uitvoerige inleiding, uitgegeven door Baartmans onder de titel Myne beslommerde Boedel (2003).